# Karl Friedrich Wilhelm Wallroth
Karl Friedrich Wilhelm Wallroth (13 mars 1792 à Breitenstein dans le Bas-Harz, dans le comté de Stolberg-Roßla (en) - 22 mars 1857 à Nordhausen) est un médecin et botaniste prussien.
C’est lui qui aurait introduit les termes « homomère » et « hétéromère » pour caractériser les deux types anatomiques différents du thalle des lichens

## Biographie
Fils d'un prédicateur, c’est chez ses parents qu’il reçoit une éducation approfondie après avoir été scolarisé à l'école du couvent de Roßleben.
Après des études de médecine et de botanique commencées à l'Université de Halle puis achevées à celle de Göttingen, où il a suivi les cours du botaniste Heinrich Adolf Schrader (1767-1836), il obtient son titre de Docteur en médecine en 1816.
En 1822 il commence à exercer la médecine dans la ville de Nordhausen, tout en y faisant des recherches en botanique.

## Publications
Parmi ses nombreux écrits, on peut citer :
- Rosae plantarum generis historia succincta, in qua rosarum species tum suae terrae proventu tum in hortis natas suppositicias secundum normas naturales (1828)
- Flora Cryptogamica Germaniae (1831–33)
- Naturgeschichte der Flechten (1825 et 1827)

## Espèce éponyme
- Cicerbita alpina (L.) Wallr[1].
- Trapeliopsis wallrothii[2]